# Libertango
«Libertango» es un instrumental del compositor y músico de tango argentino Astor Piazzolla, publicado por primera vez en 1974 en Milán, y reversionado por muchos artistas diferentes. Su título es una palabra compuesta por los términos «libertad» y «tango», presumiblemente como bandera de la libertad creativa que buscaba Piazzolla al crear el llamado tango nuevo, a diferencia del tango clásico.

## Lista de temas del disco
1. Libertango 2:48
2. Meditango 5:38
3. Undertango 4:08
4. Adiós Nonino 5:35
5. Violentango 3:34
6. Novitango 3:33
7. Amelitango 3:59
8. Tristango 6:54

## Créditos
- Astor Piazzolla: bandoneón, dirección, arreglos
- Felice Da Viá: piano, órgano Hammond C3
- Gianni Zilioli: Órgano Hammond C3, marimba
- Marlaena Kessick: flauta grave en sol
- Hugo Heredia, Gianni Bedori: flauta en do
- Pino Presti: bajo eléctrico
- Tullio De Piscopo: batería
- Filippo Daccó: guitarra y guitarra eléctrica
- Andrea Poggi: timbales
- Tullio De Piscopo, Andrea Poggi: Percusión y efectos
- Umberto Benedetti Michelangeli: Primer violín
- Elsa Parravicini: Primera viola
- Paolo Salvi: Primer chelo

- Producción: Aldo Pagani
- Estudio de grabación: Mondial Sound - Milano (Italia)
- Ingeniero de grabación: Tonino Paolillo
- Grabado y publicado en 1974 (Carosello)

- Datos: Q1073405